# 久保田浩史
久保田 浩史（くぼた ひろし、1962年2月22日 - ）は、高知放送（RKC）の解説委員、アナウンサー。
長野県長野市出身。

## 人物
法政大学経済学部を卒業後、1986年にRKC入社。
なお、高知放送では2024年4月より、公式ホームページのアナウンサー紹介欄を「アナウンサー・キャスター」に変更されているが、久保田は引き続き同局のアナウンサーとして出演し、テレビ・ラジオ出演時は「高知放送（またはRKC）アナウンサー」として引き続き出演を続けている。

## 担当番組
テレビ
- RKCニュース

ラジオ
- とさこちラジオ（月曜日）
- RKCニュース

### 過去の担当番組
テレビ
- こうちNOW
- 公園どおりのウィークエンド
- 2003年の全日本選抜競輪中継司会
- こうちeye（月・火・水担当）

ラジオ
- ホンダプリモ・リクエストサタデー
- 久保田ヒロシの気分は上々!
- 今日も元気に～ぱわらじっ!!～（水曜日午前と午後の部があった時代）